# Нива, Фумио
Фуми́о Ни́ва (яп. 丹羽 文雄 Нива Фумио, 22 ноября 1904 года — 20 апреля 2005 года) — японский писатель
, один из самых активных культурных деятелей периода Сёва. Являлся крупной фигурой в литературном мире: состоял в отборочных комитетах различных премий, занимал посты президента и главного директора Ассоциации японских писателей (яп. 公益社団法人日本文藝家協会 нихон бункэй какё кай). Член Японской академии искусств. Награждён Орденом Культуры.

## Биография
Фумио Нива родился в 1904 году в префектуре Миэ в семье священника школы Чистой земли. Вырос в Сокэн-дзи (яп. 崇顕寺), буддийском храме в Йоккаити близ города Нагоя. Когда Фумио Ниве было четыре года, его мать ушла из семьи вместе с бродячим актёром. Впоследствии уход матери найдет свое отражение во многих литературных произведениях автора.
Окончив школу Томитанака, Фумио поступил в университет Васэда на факультет литературы. Отец настаивал на том, чтобы старший сын поступил в продвинутую школу, связанную с учением Чистой земли, но Фумио убедил его, что поступает дабы изучать философию для более глубокого понимания религии. В университете он знакомится с Кадзуо Одзаки (1899—1983), вдохновляясь его литературным творчеством. Через знакомство с Одзаки он присоединяется к кругу журнала «Квартал» (яп. 街 мати) и помогает с изданием романа «Осень» (яп. 秋 аки). После того, как журнал прекратил свое существование, Фумио Нива совместно с Кадзуо Одзаки организовал создание журнала «Новая ортодоксальная школа» (яп. 新正統派 синсэйтоха).
Окончив в 1929 году университет Васэда, он вернулся на родину и стал монахом в Сокэн-дзи. Его роман «Весёлое начало» (яп. 朗らかなある最初) был высоко оценён Тацуо Нагаи (1904—1990), который в итоге вдохновил Фумио Ниву на написание романа «Аю» (яп. 鮎), опубликованного в журнале «Бунгэй сюндзю» (яп. 文藝春秋). Произведение привлекло внимание литературного мира, что сподвигло писателя оставить службу в монастыре и уехать в Токио к будущей супруге. Постепенно он зарабатывает себе авторитет начинающего писателя: в специальных выпусках журналов «Тюокорон» и «Бунгэй» появляются работы Фумио Нивы.
В сражении при Ухане в 1938 году служил главой отряда «Ручка» (яп. ペン部隊), состоящего из около десяти писателей. Во время Второй мировой войны находился на борту тяжёлого крейсера «Тёкай» (яп. 鳥海), участвовал в сражении у острова Саво в 1942 году. Военные события отражены в одном из его романов — «Морское сражение» (яп. 海戦 кайсэн).
После войны по произведениям Фумио Нивы ставятся спектакли, некоторые из которых проходили в торговом районе Гиндза (Токио). Писатель становится знаменитым, однако критика не обходит его стороной. Возникает активная дискуссия с Мицуо Накамурой (1911—1988), который критиковал романы нравов Нивы.
До пятидесяти лет Фумио Нива в основном занимался написанием небольших «рассказов о себе» (яп. 私小説 ватакуси сёсэцу), но позже сосредоточился на длинных рассказах любовной тематики. Его произведение «Как написать роман» (яп. 小説作法 сёсэцу сахо) стало чрезвычайно популярно среди молодёжи. Писатель начинает переживать творческий кризис. В это же время критик Кацуитиро Камэй (яп. 亀井 勝一郎, 1907—1966) написал известную впоследствии фразу: 

(Романы Нива) пытаются бежать от Синрана, но в конце концов остаются играть у его ног.

（丹羽の小説は）親鸞から逃れようとしているが、結局は親鸞の足元で遊んでいる. 

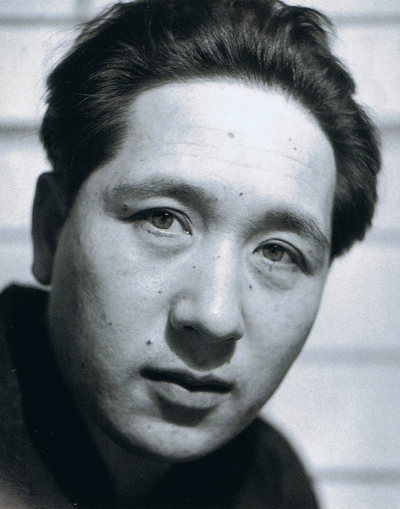
Фумио Нива в 1954 году

Фумио Нива пересматривает свои взгляды и начинает увлекаться историей религий. Позже будут написаны романы о многих религиозных деятелях, таких как Синран (1173—1263) и Рэннё (1415—1499).
В 1950-х писатель основывает общество «Литератор» (яп. 文学者 бунгакуся), где обучает таких писателей как:
- Дзякутё Сэтоути (яп. 瀬戸内 寂聴, 1922—2021);
- Таэко Коно (яп. 河野 多惠子, 1926—2015);
- Акира Ёсимура (яп. 吉村 昭, 1927—2006);
- Сэцуко Цумура (яп. 津村 節子, р. 1928);
- Такэо Томисима (яп. 富島 健夫, 1931—1998);
- Хатиро Накамура (яп. 中村 八朗, 1914—1999).

С 1956 по 1969 годы Фумио Нива занимал пост главного директора Ассоциации японских писателей (яп. 公益社団法人日本文藝家協会 нихон бункэй какё кай), став в 1961 году её президентом (вплоть до 1972 года). В 1977 году он получил Орден Культуры.
С 1987 по 1990 годы у него обострились симптомы болезни Альцгеймера, из-за чего ему пришлось оставить множество постов и уйти на пенсию. В 1999 году по предложению Дзякутё Сэтоути дочь Фумио, Хонда Кэйко (яп. 本田 桂子), опубликовала в журнале «Фудзин корон» (яп. 婦人公論) свои воспоминания об одиннадцати годах болезни отца, в течение которых ей приходилось выполнять роль сиделки. Осенью 2000 года выходит книга «Мой отец — Фумио Нива: стол старика» (яп. 父・丹羽文雄 老いの食卓). Кэйко была в настолько сильном напряжении, что в 2001 году её сердце не выдержало: она умерла от коронарной недостаточности. За писателем продолжили ухаживать его внуки.
20 апреля 2005 года в 00:25 Фумио Нива умер. На момент смерти ему было сто лет, он являлся старейшим членом Ассоциации японских писателей.
В его родном городе Йоккаити существует городской музей, в котором есть мемориальная комната Фумио Нивы, где посетители могут познакомиться с его творчеством.

## Характер и увлечения
- Фумио Нива любил гольф и популяризировал его среди литераторов[12]. Многие литературные деятели, такие как Кэйта Гэндзи (яп. 源氏 鶏太, 1912—1985), Рэндзабуро Сибата (яп. 柴田 錬三郎, 1917—1978), Хироюки Агава (яп. 阿川 弘之, 1920—2015), собирались вместе с Фумио, чтобы поиграть с ним гольф, называя себя «Школой Нива». Несколько произведений Фумио Нива посвящены его хобби.
- В годы безвестности Фумио нашёл список с именами почти пятидесяти мужчин, с которыми его первая жена, хозяйка одного из клубов в торговом районе Гиндза, имела отношения. Среди них было даже имя его друга, — Такэда Ринтаро (яп. 武田 麟太郎, 1904—1946). Несмотря на это, писатель не подал на развод, понимая опасность возможного безденежья. Позже он напишет серию работ под названием «Клуб» (яп. クラブもの), описывая ночную жизнь этого места[13].
- Будучи главным директором Ассоциации японских писателей, Фумио Нива способствовал созданию «Национальной ассоциации медицинского страхования литературного искусства» (яп. 文芸美術国民健康保険組合 бунгэй бидзюцу кокумин кэнко хокэнкумиай).

## Вопрос о плагиате
В 1972 году возникли разногласия о наличии плагиата работ Акихисы Сигэмацу (яп. 重松 明久, 1919—1989) и Сигэо Хаясиды (яп. 林田 茂雄, 1907—1991) в произведениях Фумио Нивы. Писатель защищался, говоря, что принято цитировать научные книги и что, по его мнению, достаточно упоминания в справочной литературе, когда роман будет закончен. Однако после ухода с поста президента Ассоциации японских писателей он всё-таки сделал ссылки в работе, посвященной Рэннё.

## Список произведений

### Художественная литература

#### 1930—1945
- «Аю» — 1935 год (яп. 鮎).
- «Моя курица» — собрание произведений 1935 год (яп. 自分の鶏).
- «Эти путы» — 1936 год (яп. この絆).
- «Маленький голубь» — 1936 год (яп. 小鳩).
- «Новый дом» — 1936 год (яп. 新居).
- «Молодая пора» — 1936 год (яп. 若い季節).
- «Место страсти» — 1937 год (яп. 愛慾の位置).
- «Краски моря» — 1937 год (яп. 海の色).
- «Молодая роза» — 1937 год (яп. 幼い薔薇).
- «Приветствуя весну» — 1937 год (яп. 迎春).
- «Женщинам вход воспрещен» — 1937 год (яп. 女人禁制).
- «Женский колорит» — 1937 год (яп. 女人彩色).
- «Леопардовая женщина» — 1937 год (яп. 豹の女).
- «Война цветов» — 1938 год (яп. 花戦).
- «Живущие женщины» — 1938 год (яп. 生きてゆく女達).
- «Попрыгунья» — 1938 год (яп. 跳ぶ女).
- «Сражение роз[яп.]» — 1937—1938 годы (яп. 薔薇合戦). По произведению в 1950 году снят одноимённый фильм режиссёром Микио Нарусэ.
- «Невернувшаяся эскадрилья» — 1938 год (яп. 還らぬ中隊). Издано в журнале «Тюокорон».
- Эпопея «Женщины Токио» — 1939 год (яп. 東京の女性).
- «Утро семи цветов» — сборник лекций 1939 год (яп. 七色の朝).
- «Записки о Южных странах» — 1939 год (яп. 南国抄).
- «Избранные произведения Фумио Нива» — 1939 год (яп. 丹羽文雄選集).
- «Полжизни одной женщины» — 1940 год (яп. 或る女の半生).
- «Окрестности храма Тайсо» — 1940 год (яп. 太宗寺附近). Издательство «Синтёся».
- «Нравы» — 1940 год (яп. 風俗).
- «Алый светлячок» — сборник лекций 1940 год (яп. 紅螢).
- «Деловая женщина» — сборник произведений 1941 год (яп. 職業もつ女).
- «Заметки о жизни» — сборник произведений 1941 год (яп. 人生案内).
- «Окрестности храма бледной травы» — 1941 год (яп. 浅草寺附近).
- «Против мира» — сборник произведений 1941 год (яп. 対世間).
- «Зрелость» — 1941 год (яп. 中年).
- «Петушки» — 1941 год (яп. 闘魚).
- «Бушующие волны» — 1941 год (яп. 怒濤).
- «До цветения» — 1941 год (яп. 菜の花時まで).
- «Бушующие волны» — 1941 год (яп. 怒濤).
- «Синее небо» — 1942 год (яп. 碧い空).
- «Морское сражение» — 1942 год (яп. 海戦). Издано в журнале «Тюокорон».
- «Отзвуки» — 1942 год (яп. この響き).
- «Синие цикады» — 1942 год (яп. 青蝉).
- «Бой у острова Саво» — 1943 год (яп. ソロモン海戦).
- «Записки корреспондента» — 1943 год (яп. 報道班員の手記).
- «Сумерки мокрого снега» — 1943 год (яп. みぞれ宵).
- «Современная история. Судьбоносное распределение. Часть 1.» — 1944 год (яп. 現代史 運命の配役 第1編).
- «Водное пламя» — 1944 год (яп. 水焔).
- «Весенний горный ветер» — 1944 год (яп. 春の山かぜ).

#### 1945—1950
- «Брат и сестра» — 1946 год (яп. 姉おとうと).
- «Человек письма» — 1946 год (яп. 書翰の人).
- «Ненависть» — 1946 год (яп. 憎悪).
- «Воспоминание о камелии» — 1946 год (яп. 椿の記憶).
- «Госпожа Тога» — 1946 год (яп. 陶画夫人).
- «Когда-то был мужчина…» — 1946 год (яп. 昔男ありて).
- «Росток» — 1946 год (яп. 芽).
- «При первой встрече» — 1947 год (яп. 逢初めて).
- «Презрение женщины» — 1947 год (яп. 女の侮蔑).
- «Толпа женщин» — 1947 год (яп. 女の侮蔑).
- «Беззаботный южный ветер» — 1947—1948 годы (яп. 白い南風).
- «Перекресток» — 1947 год (яп. 十字路).
- «Торговка» — избранное собрание сочинений 1947 год (яп. 女商).
- «Лишняя плоть» — 1947 год (яп. 贅肉).
- «Похожая женщина» — 1947 год (яп. 似た女).
- «Идеальный муж» — 1947 год (яп. 理想の良人).
- «Возраст домогательств» — 1948 год (яп. 厭がらせの年齢).
- «Жёны и рыба» — 1948 год (яп. 魚と女房達).
- «Семейный секрет» — 1948 год (яп. 家庭の秘密).
- «Счастье» — 1948 год (яп. 幸福).
- «Стена плача» — 1948 год (яп. 哭壁). Издательство «Коданся».
- «Врата обороны» — 1948 год (яп. 守礼の門).
- «Для которого ивы зеленеют» — 1948 год (яп. 誰がために柳はみどりなる).
- «Избранные произведения Фумио Нива» — 1948—1949 годы (яп. 丹羽文雄選集).
- «Карта человечества» — 1948—1949 годы (яп. 人間図).
- «Рисунок человечества» — 1948 год (яп. 人間模様).
- «Врата весны» — 1948 год (яп. 春の門).
- «Возлюбленный» — 1949 год (яп. 愛人).
- «Улица ярости» — 1949 год (яп. 怒りの街).
- «Упущенная аю» — 1949 год (яп. 落鮎).
- «Чувство арендованной комнаты» — 1949 год (яп. かしまの情).
- «Исповедь» — 1949 год (яп. 告白).
- «Нравы города» — 1949 год (яп. 町内の風紀).
- «Неоткрывающиеся врата» — 1949 год (яп. 開かぬ門).
- «Рассказ буйной ночи» — 1949 год (яп. 暴夜物語).
- «Дорога стелется» — 1949 год (яп. 路は続いて居る).

#### 1950—1960
- «Следы дождя» — 1950 год (яп. 雨跡).
- «Сбор урожая» — 1950 год (яп. 落穂拾ひ).
- «Наставление о сладострастии» — 1950 год (яп. 好色の戒め).
- «Новая семья» — 1950 год (яп. 新家族).
- «Поэзия в жизни» — 1950 год (яп. 生活の中の詩).
- «Ожидания нашего века» — 1950 год (яп. 当世胸算用).
- «История 75 дней» — 1951 год (яп. 七十五日物語).
- «Море не просто голубое» — 1951 год (яп. 海は青いだけでない).
- «Свадьба» — 1951 год (яп. 結婚式).
- «Расстояние до счастья» — 1951 год (яп. 幸福への距離).
- «Небесное древо» — 1951 год (яп. 天の樹).
- «Пресмыкающиеся» — 1951 год (яп. 爬虫類).
- «Планета» — 1951 год (яп. 惑星).
- «Женская обувь» — 1952 год (яп. 女靴).
- «Наивный» — 1952 год (яп. 世間知らず).
- «Обещание радуги» — 1952 год (яп. 虹の約束).
- «Заповедник» — 1953 год (яп. 禁猟区).
- «Физиология брака» — 1953 год (яп. 結婚生理).
- «Любовное письмо» — 1953 год (яп. 恋文).
- «Шлагбаум» — 1953 год (яп. 遮断機).
- «Библиотека Фумио Нива» — 1953—1955 годы (яп. 丹羽文雄文庫).
- «Человек в густом тумане» — 1953 год (яп. 濃霧の人).
- «Капитан Фудзисиро» — 1953 год (яп. 藤代大佐).
- «Змея и голубь» — 1953 год (яп. 蛇と鳩).
- «Кухонный нож» — 1954 год (яп. 庖丁).
- «Конец скупости» — 1954 год (яп. 慾の果て).
- «Женская хитрость» — 1955 год (яп. 女の計略).
- «Женщина в китайском платье» — 1955 год (яп. 支那服の女).
- «Росяная бабочка» — 1955 год (яп. 露の蝶).
- «Манекенщица» — 1955 год (яп. ファッション・モデル).
- «Древо Бодхи» — 1956 год (яп. 菩提樹). Переведено на английский язык.
- «Голодная душа[яп.]» — 1956 год (яп. 飢える魂). По произведению снят одноимённый фильм в 1956 году режиссёром Юдзо Кавасима.
- «Четыре женских времени года» — 1956 год (яп. 女の四季).
- «Под утёсом» — 1956 год (яп. 崖下).
- «Рыбий герб» — 1956 год (яп. 魚紋).
- «Весна этим утром» — 1956 год (яп. 今朝の春).
- «Разная ложь» — 1956 год (яп. さまざまの嘘).
- «Нераскаянная радость» — 1957 год (яп. 悔いなき愉悦).
- «Действо четырёх сезонов» — 1957 год (яп. 四季の演技).
- «Синран со своей женой» — 1957—1959 годы (яп. 親鸞とその妻).
- «Женщины Токио» — 1957 год (яп. 東京の女性).
- «Измена день за днём[яп.]» — 1957 год (яп. 日日の背信). По произведению снят одноимённый фильм в 1958 году режиссёром Нобору Накамура.
- «Собрание работ Фумио Нива» — 1956—1957 годы (яп. 丹羽文雄作品集).
- «Человек забвения» — 1957 год (яп. 忘却の人).
- «Песня Асакуса» — 1958 год (яп. 浅草の唄).
- «Канал» — 1958 год (яп. 運河).
- «Окрашенные эмоции» — 1958 год (яп. 染められた感情).
- «Дочь» — 1958 год (яп. 娘).
- «Окрашенный индиго» — 1959 год (яп. 藍染めて).
- «Страшная женщина» — 1959 год (яп. 女は恐い).
- «Строительство моста» — 1959 год (яп. 架橋).
- «Близость Кисимодзин» — 1959 год (яп. 鬼子母神界隈).
- «Нахмуренный» — 1959 год (яп. 愁眉).
- «Заметки о жизни» — 1959 год (яп. 人生案内).
- «Билет чистоты» — 1959 год (яп. 貞操切符).
- «Совершенная красота» — 1959 год (яп. 天衣無縫).
- «Панцирь страстей» — 1959 год (яп. 煩悩具足).

#### 1960—1970
- «Соль любви» — 1960 год (яп. 愛の塩).
- «Лицо» — 1960 год (яп. 顔).
- «Тинка-сай» — 1960 год (яп. 鎮花祭).
- «Тайное сходство» — 1960 год (яп. 秘めた相似).
- «Жизнь в сугробе» — 1960 год (яп. ふき溜りの人生).
- «Лужа» — 1960 год (яп. 水溜り).
- «Красивая ложь» — 1961 год (яп. 美しき嘘). Издано в «Тюокорон».
- «Самоотверженность» — 1961 год (яп. 献身).
- «Высоковольтные провода» — 1961 год (яп. 高圧架線).
- «Женщина средних лет» — 1961 год (яп. 中年女).
- «Снег» — 1961 год (яп. 雪).
- «Случайный» — 1961 год (яп. ゆきずり).
- «Чувство» — 1962 год (яп. 有情).
- «Печальные помыслы мира» — 1962 год (яп. この世の愁い).
- «Чувство» — 1962 год (яп. 有情).
- «Начало падения» — 1962 год (яп. 最初の転落).
- «Подножие горы» — 1962 год (яп. 山麓).
- «Последние годы жизни матери» — 1962 год (яп. 母の晩年).
- «Река желаний» — 1962 год (яп. 欲望の河).
- «Определенная связь» — 1963 год (яп. ある関係).
- «Покаяние. Плач. Страдание.» — 1963 год (яп. 悔いなき煩悩).
- «Женщина-врач» — 1963 год (яп. 女医).
- «Счёт любовного романа» — 1963 год (яп. 情事の計算).
- «Морская бабочка» — 1964 год (яп. 海の蝶).
- «Повторный брак» — 1964 год (яп. 再婚).
- «Девушка из песка» — 1964 год (яп. 浜娘).
- «Вершины жизни моей» — 1965 год (яп. 命なりけり). Издано компанией «Асахи».
- «Родина без права возвращения» — 1965 год (яп. かえらざる故郷).
- «Временное место жены» — 1965 год (яп. かりそめの妻の座).
- «Все одиноки» — 1965 год (яп. だれもが孤独).
- «Голоса в снегу» — 1965 год (яп. 雪の中の声).
- «Ипомея» — 1966 год (яп. 朝顔).
- «Один путь» — 1966 год (яп. 一路).
- «Душа женщины» — 1966 год (яп. 女心).
- «Извинения матери» — 1966 год (яп. 母の始末書).
- «Демон» — 1966 год (яп. 魔身). Издано в «Тюокорон».
- «Замужняя женщина» — 1967 год (яп. 人妻).
- «Платное шоссе» — 1967 год (яп. 有料道路).
- «Исповедь морского побережья» — 1968 год (яп. 海辺の告白).
- «Моль» — 1968 год (яп. 蛾).
- «Поздняя осень» — 1968 год (яп. 晩秋).
- «Синран» — 1969 год (яп. 親鸞).

#### 1970—1980
- «Планида» — 1970 год (яп. 運命).
- «Жестокость и бесстыдство» — 1970 год (яп. 無慚無愧).
- «Башня увеселений» — 1971 год (яп. 燕楽閣).
- «Оттепель» — 1971 год (яп. 解氷).
- «Белый стул» — 1972 год (яп. 白い椅子).
- «Солнечная бабочка» — 1972 год (яп. 太陽蝶).
- «Изваяние монахини» — 1973 год (яп. 尼の像).
- «Жажда любви» — 1974 год (яп. 渇愛).
- «Фумио Нива» — полное собрание сочинений 1974—1976 годы (яп. 丹羽文雄文学全集).
- «Берег после отлива» — 1974 год (яп. 干潟).
- «Повторная встреча» — 1978 год (яп. 再会).
- «Время испытания души[яп.]» — 1978 год (яп. 魂の試される時). По произведению снят телесериал в 1978 году. История главной героини вызвала сильную реакцию среди молодых женщин[14].
- «Возвращение блудного сына» — 1979 год (яп. 再会).
- «Перед неделей равноденствия» — 1980 год (яп. 彼岸前).
- «Горная поверхность» — 1980 год (яп. 山肌).
- «Мелодия четырёх времён года» — 1981 год (яп. 四季の旋律).
- «Море зелени» — 1982 год (яп. 樹海).
- «Жена» — собрание рассказов 1982 год (яп. 妻).
- «Рэннё» — 1982—1984 годы (яп. 蓮如). Издано компанией «Тюокорон».
- «Звук оттепели» — 1983 год (яп. 解氷の音).
- «Собрание 30 новелл Фумио Нива» — 1984 год (яп. 丹羽文雄の短編30選).
- «Путы» — 1990 год (яп. 絆).
- «Аю» — собрание новелл Фумио Нива 2006 год (яп. 海戦 伏字復元版).

### Эссе и прочее
- «Китаянка на одну ночь» — 1939 год (яп. 一夜の姑娘).
- «Записки об осенней прохладе» — 1940 год (яп. 秋冷抄).
- «Я — писатель» — 1947 год (яп. 私は小説家である).
- «Как написать роман» — 1955 год (яп. 小説作法).
- «Сэйта Кумура» — 1955 год (яп. 久村清太).
- «Ицудзо Хата[яп.]» — 1955 год (яп. 秦逸三).
- «Моё становление» — 1955 год (яп. 私の人間修業).
- «История любовных похождений одинокой женщины» — адаптация на современный японский язык произведения Ихары Сайкаку 1955 год (яп. 好色一代女).
- «Цветение Тэмпё» — 1959 год (яп. 天平の開花).
- «Жизненный рецепт» — 1960 год (яп. 人生作法).
- «Теория брака: любовь, секс, клятва» — 1962 год (яп. 結婚論 愛と性と契り).
- «Нива Фумио. Литература и жизнь» — 211 глава книги Юдзуру Коидзуми[яп.] 1969 год (яп. 丹羽文雄・文学と人生).
- «Религия в романе: религиозные изречения Фумио Нива» — составитель Сёдзи Окоти[яп.] 1971 год (яп. 結婚論 愛と性と契り).
- «Рассуждения о новой жизни» — составитель Хатиро Накамура[яп.] 1971 год (яп. 新人生論).
- «Храм родины» — 1971 год (яп. 古里の寺).
- «Просветлённый Буддой: история формирования моей души» — 1971 год (яп. 仏にひかれて わが心の形成史).
- «Путешествие Синрана» — 1972 год (яп. 親鸞紀行).
- «Урок гольфа» — 1977 год (яп. ゴルフ談義).
- «Взгляд Синрана» — 1977 год (яп. 親鸞の眼).
- «Год за годом» — 1979 год (яп. 私の年々歳々).
- «Мой метод новеллы» — 1984 год (яп. 私の小説作法).
- «Моя мама, мой друг, моя жизнь» — 1985 год (яп. わが母、わが友、わが人生).
- «Человек. Сэйити Фунахаси[яп.]» — 1987 год (яп. 人間・舟橋聖一).
- «Вид с высоты птичьего полёта» — 1988 год (яп. をりふしの風景).